# Elle s'appelait Catastrophe
Elle s'appelait Catastrophe (titre original : A Girl Named Disaster) est un roman écrit en 1996 par l'écrivaine Nancy Farmer. En 1997, elle a remporté le prix d'honneur Newbery pour le roman, qui a également été finaliste pour le National Book Award pour la littérature de jeunesse. Il figure dans la « Honour List » 1998 de l' IBBY.
Le livre explore les qualités nécessaires pour survivre dans un environnement hostile (en particulier pour une femme), le passage à l'âge adulte et l'orientation spirituelle.

## Résumé
Nhamo est une fille de 12 ans vivant dans un village traditionnel situé dans le Mozambique en 1981. Elle a été élevée avec les connaissances et les coutumes de sa tribu, mais le scandale semble la poursuivre, elle et sa mère, elle a d'ailleurs été nommée « catastrophe » en langue shona. Après avoir connu des ennuis avec une épidémie de choléra, un léopard fantôme, et un faux mariage prescrit par un sorcier, elle s'enfuit avec la bénédiction de sa grand-mère mourante, quelques pépites d'or et ses maigres aptitudes à la survie. Nhamo vole un bateau sous les instructions de sa grand-mère et utilise le fleuve pour faire route au Zimbabwe, où elle fait face à la menace des hippopotames, des crocodiles et autres animaux.
Ce qui aurait dû être une promenade en bateau de deux jours pour traverser la frontière du Zimbabwe s'étend sur une année, durant laquelle elle est confrontée à la faim, les risques de noyade, et la menace d'animaux affamés ou agressifs. La jeune fille trouve son chemin vers une nature luxuriante qui n'est autre que l'île hantée et vit à côté d'une troupe de babouins. La conversation quotidienne dans la solitude avec les esprits lui fournit des conseils pratiques. Elle fait des erreurs, perd courage, et meurt presque de faim. Même après son arrivée au Zimbabwe, où elle vit avec des scientifiques avant de rencontrer la famille de son père, Nhamo doit apprendre à vivre dans une société moderne (vêtements, comportement, alphabétisation), et est invitée à laisser partir le « mal » des esprits qui « possèdent » son corps tel que le dit le prêtre.

## Liste des personnages principaux
- Nhamo Jongwe : La fille nommée "Catastrophe". Elle a reçu ce nom en raison des nombreuses catastrophes auxquels elle est confrontée au cours de sa vie, depuis qu’elle est enfant. Cependant, Nhamo est pleine de ressources et d’intelligente, malgré la malchance qu'elle est censée causer.
- Tante Chipo : La tante au mauvais caractère de Nhamo, qui en veut à Runako, la mère décédée de Nhamo et la sœur aînée de Chipo, depuis leur enfance. Elle déteste Nhamo et sa mère depuis qu'elle est née et l'oblige à faire la plupart des travaux du village, laissant sa fille, Masvita, faire les tâches les moins pénibles
- Masvita : La cousine de Nhamo, au caractère doux, qui se comporte avec respect envers Nhamo, malgré la méchanceté de sa mère.
- Tante Shuvai : La tante cadette de Nhamo. Elle est beaucoup plus ambivalente envers Nhamo.
- Oncle Kufa : L'oncle de Nhamo et le mari de Tante Chipo. C'est un homme pragmatique.
- Ruva : La deuxième fille de Tante Chipo′.
- Ambuya : La grand-mère de Nhamo et Masvita. Elle traite Nhamo avec respect et l'aime tendrement, elle est l'une des rares personnes à le faire. Chipo en veut à sa mère, croyant qu'Ambuya a favorisé Runako (la mère de Nhamo) pour ses bons résultats scolaires et Shuvai, qui était la plus jeune des trois filles d'Ambuya.
- Tripes de crocodile : Un pêcheur.
- Sœur Gladys : Une infirmière qui prend soin de Nhamo dans la dernière partie du livre.
- Goré Mtoko : personnage tué par le père de Nhamo.